# الپیدا کاراماندی

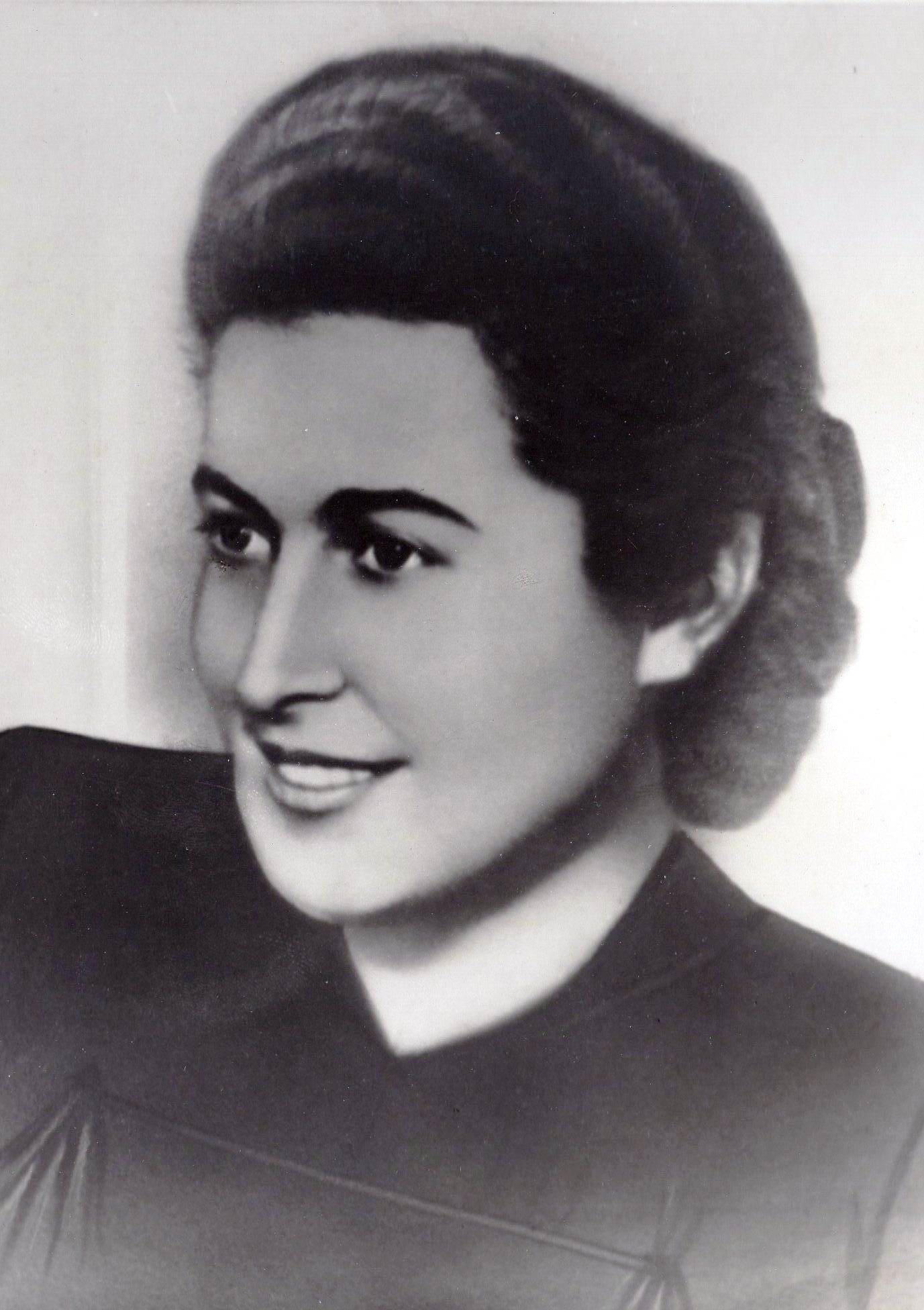
الپیدا کاراماندی

الپیدا کاراماندی (آرومانی: Elpida Caramandi, مقدونی: Елпида Караманди) (۱ ژانویه ۱۹۲۰، فلورینا - ۳ مه ۱۹۴۲، بیتولا) پارتیزان و مبارز مقدونیه یوگسلاوی بود. او در ۱۱ اکتبر ۱۹۵۱ به عنوان قهرمان ملی یوگسلاوی اعلام شد. در سال ۱۹۸۴ نیز برای یادبود قهرمانان جنگ به عنوان بخشی از تکریم از قهرمانان ملی یوگسلاوی، از کاراماندی با انتشار یک تمبر تقدیرشد.

## پیشینه
او در ۱ ژانویه ۱۹۲۰ در فلورینا یونان در یک خانواده با اصلیت آرومانی‌ها به دنیا آمد. مادرش از شوهرش طلاق گرفت و سپس در پادشاهی یوگسلاوی، جایی که دوباره ازدواج کرد، نزد بستگانش در بیتولا نقل مکان نمود، کاراماندی در شهر بیتولا بزرگ شد و تحصیل کرد و بعداً در بلگراد ادامه تحصیل داد.

## دوران دانشجویی
در سال ۱۹۳۸ الپیدا کاراماندی برای تحصیل به بلگراد رفت و به جنبش دانشجویی مترقی پیوست. در میان دانش‌آموزان پیشرفته، دانش‌آموزان دبیرستان بیتولا بسیار بودند که او با آن‌ها می‌شناخت و ارتباط برقرار می‌کرد. انقلابیونی مانند استفان نائوموف - استیو از همکلاسی‌های او در دبیرستان بیتولا بودند. او حتی در دبیرستان از نظر سیاسی فعال بود، در کلوپ ادبی، در گردش‌ها، در خواندن و پخش اعلامیه‌ها، در درگیری‌ها با گروه ارتجاعی موسوم به لیوتیچفچی سرآمد بود.

## فعالیت حزبی
الپیدا کاراماندی در سال ۱۹۳۹ به عضویت اتحادیه جوانان کمونیست یوگسلاوی درآمد. با شروع جنگ جهانی دوم، کاراماندی به بیتولا بازگشت. در ژوئن ۱۹۴۱، و تسلیم پادشاهی یوگسلاوی او به اتحادیه کمونیست‌های یوگسلاوی پیوست، کار انقلابی سخت، خطرناک و نیازمند حداکثر تعهد بود. کاراماندی گروه‌های عضو جنبش مقاومت را در شهر مدیریت می‌کرد، و وظایف تبلیغات مخفیانه حزب را انجام می‌داد. فعالیت حزبی چندین مرتبه توجه پلیس اشغالگر جلب کرد اما وی توانست با زیرکی کارهای خود را موجه نشان دهد.
اما سرانجام فعالیت‌های حزبی او توسط پلیس بلغارستان شناسایی و در نتیجه کاراماندی رسماً دستگیر شد. در اداره پلیس، او شجاعانه اطلاعات را نزد خود را نگه می‌دارد و هیچ‌کدام از اتهامات انتسابی را نمی‌پذیرد. مدتی پس از بازداشت او از زندان خارج شد، اما می‌دانست که پلیس او را تعقیب می‌کند، بنابراین به توصیه کمیته محلی اتحادیه کمونیست بیتولا، پنهان شد.
مدتی پس از آزادی، کار در جنبش مقاومت را در برابر اشغالگران از سر گرفت. در ژانویه ۱۹۴۲، او به عضویت کمیته استانی اتحادیه کمونیست‌های یوگسلاوی در مقدونیه درآمد. از آن جایی که کاراماندی تحت نظر بود و همچنین سابقه دستگیری و زندان داشت عملاً نمی‌توانست کار زیادی برای جنبش مقاومت انجام دهد. او تصمیم گرفت عنصر تأثیرگذاری باشد و در بهار به گروه پارتیزان‌های یوگسلاوی بپیوندد.

## پارتیزان‌های یوگسلاوی
در آوریل ۱۹۴۲، کاراماندی بیتولا را ترک کرد و به گروه اول پارتیزان در بیتولا پیوست. در ۳ مه ۱۹۴۲، این گروه توسط ارتش و پلیس بلغارستان محاصره شد. الپیدا کاراماندی که بر اثر شلیک گلوله‌های مسلسل به شدت مجروح شده بود دستگیر شد. و بعداً پس از شکنجه در اسارت بلغارستان درگذشت. او در ۱۱ اکتبر ۱۹۵۱ به عنوان قهرمان ملی یوگسلاوی اعلام شد.

## میراث
در سال ۱۹۸۴، یوگسلاوی در یک پروژه فرهنگی برای یادبود قهرمانان جنگ به عنوان بخشی از تکریم از قهرمانان ملی یوگسلاوی، از کاراماندی با انتشار یک تمبر تقدیر کرد. همچنین مجسمه نیم تنه او در پارک گرادسکی در بیتولا در خیابانی که به نام او نامگذاری شده بود، نصب شد. در اقدامی دیگر در سال ۱۹۸۰ یک مدرسه ابتدایی با نام الپیدا کاراماندی در بیتولا، در مقدونیه شمالی تأسیس شد.
مرگ او در آهنگ فولکلور معروف «آنجا، مادر، نزدیک بیتولا»، نوشته آیری دمیروفسکی (۱۹۵۰) خوانده شده‌است.